# 의성 사촌리 가로숲
의성 사촌리 가로숲(義城 沙村里 街路숲)은 대한민국 경상북도 의성군 점곡면 사촌리에 있는 숲이다. 대한민국의 천연기념물 제405호로 지정되어 있다.

## 개요
고려말 안동 김씨 입향조(入鄕祖)인 김자첨이 안동에서 이곳으로 이사를 온 뒤에 마을 서쪽의 평지에서 불어오는 바람을 막기 위해 만든 숲이라고 전해진다. 사촌에서는 이 숲을 서림(西林)이라고 부른다.
현재 이 숲에는 나이가 300∼600년쯤 되는 상수리나무, 느티나무, 팽나무 등 10여 종, 500여 그루의 나무가 자라고 있다.
의성 사촌리 가로숲은 조선 선조(재위 1576∼1608)대에 영의정을 지낸 서애 유성룡이 출생하였다는 전설을 간직한 숲으로 우리 선조들의 자연관을 알 수 있는 문화유산으로서의 가치가 인정되어 천연기념물로 지정하여 보호하고 있다.

## 참고 자료
- 의성 사촌리 가로숲 - 국가유산청 국가유산포털